# Centralna Ewidencja i Informacja o Działalności Gospodarczej
Centralna Ewidencja i Informacja o Działalności Gospodarczej (Abk. CEIDG) heißt das polnische Zentralregister für die Gewerbetätigkeit natürlicher Personen, das ab 1. Juli 2011 die Gewerberegister der Gemeinden ersetzt hat. Es wird durch den Wirtschaftsminister in elektronischer Form geführt. Seine Aufgabe besteht darin, personen- und tätigkeitsbezogene Daten des zu registrierenden Unternehmers zu speichern und an zuständige Behörden (Sozialversicherungsanstalt, Hauptamt für Statistik, Finanzamt) zu übermitteln.
Daten im CEIDG sind grundsätzlich der Öffentlichkeit frei zugänglich und genießen grundsätzlich öffentlichen Glauben.
Eine ähnliche Funktion übernimmt für die Handelsgesellschaften das Landesgerichtsregister.

## Rechtsgrundlage
- Ustawa z dnia 2 lipca 2004 r. o swobodzie działalności gospodarczej